# Ruda Halemba
Ruda Halemba – przystanek osobowy w Rudzie Śląskiej w województwie śląskim, w Polsce. Przystanek powstał w roku 1980, a zamknięty dla ruchu pasażerskiego w 1986 roku.